# Ben-Hur (film, 1959)
A Ben-Hur 1959-ben bemutatott színes amerikai filmeposz. William Wyler rendezésében Lew Wallace regényének harmadik, s egyben legsikeresebb filmváltozata: 12 kategóriában jelölték Oscar-díjra, ebből 11-et meg is nyert. Ezzel 38 esztendeig tartó rekordot állított fel, amelyet felülmúlni azóta se sikerült, csak megismételni: Titanic (1997), A Gyűrűk Ura: A király visszatér (2003).

## Rövid történet
Egy zsidó herceget elárul, és rabszolgasorba taszít egykori római barátja az 1. századi Jeruzsálemben, de ő visszanyeri szabadságát, és bosszút állni visszatér.

## Cselekmény
|  | Alább a cselekmény részletei következnek! |

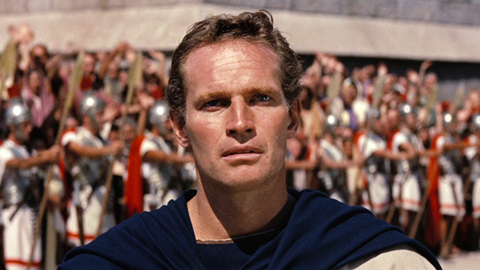
Ben-Hur szerepében Charlton Heston

Ben-Hur, a gazdag júdeai herceg ifjúkori barátja, a római Messala katonai parancsnokként való visszatérésének megünneplésére készül. A két ifjú nagy örömmel üdvözli egymást. A szívélyes hangulat azonban hamar szertefoszlik, amikor Messala lényegében arra kéri barátját, hogy árulja el tulajdon honfitársai közül a lázadozókat. Ben-Hur visszautasítja a kérést, s a két férfi ellenségként válik el egymástól. Messala bosszújára hamar sor kerül. Amikor az új római helytartó bevonul a városba, Ben-Hur és családja házuk tetőerkélyéről figyeli a nagyszabású eseményt. Ben-Hur húga, Tirzah kihajol, hogy jobban lásson, közben akaratlanul lever egy meglazult cserepet. A lehulló tárgytól a helytartó lova megbokrosodik, és ledobja magáról előkelő lovasát. Messala azonnal parancsot ad a Hur család elfogására, noha tudja, hogy ártatlanok. Az édesanya és Tirzah börtönbe kerülnek, Ben-Hurt pedig gályarabságra ítélik. Útban a távoli rabság felé a végsőkig kimerült egykori herceget a kísérő római tiszt parancsa ellenére egy ismeretlen férfi – mint utólag kiderül: Jézus – megitatja, ezzel megmenti őt a szomjhaláltól. Ben-Hurra nehéz rabság vár a gályán: napjai legnagyobb részét egy padhoz láncolva, kemény evezéssel kell töltenie, több száz sorstársához hasonlóan. A foglyokat olykor ostorral ösztönzik gyorsabb evezésre. A flottához érkező Quintus Arrius konzul azonban látszólag megkedveli Ben-Hurt, sőt egyik alkalommal leveteti róla a láncot, nehogy odavesszen. A konzult ugyanis azért küldték, hogy kutassa fel és semmisítse meg a tengeri kereskedelmet veszélyeztető makedón kalózokat. Egy napon hajójuk össze is csap a martalócokkal. A csatában a hajó léket kap, s a zűrzavarban a szabadon levő férfinak sikerül kiengednie többi társát is. A gálya elsüllyed, Ben-Hur pedig kimenti a vízből Arriust. A büszke férfiú nincs híján a legnemesebb római erényeknek, ezért fiául fogadja megmentőjét. Ezután nem sokkal a nemes római meghal, Júda Ben-Hurra hagyva egész vagyonát. Ben-Hurt azonban csak egy cél vezérli, hogy kiszabadítsa a börtönből édesanyját és húgát, valamint bosszút álljon a kegyetlen Messalán. Rómában eltöltött évei után, ahol kitanulta a kocsihajtás fortélyait, visszatér Júdeába, ahol Ilderim sejk felkérésére benevez egy Poncius Pilátus tiszteletére rendezett versenyre. Messala, aki szintén részt vesz a versenyben, és megpróbálja tisztességtelen úton megnyerni azt, halálosan megsebesül (sérült lábát le akarják vágni, de ő nem akarja, hogy Ben-Hur megcsonkítva lássa). Életének utolsó perceiben elmondja Ben-Hurnak, hogy édesanyja és húga a Leprások völgyében van, miután a börtönben megfertőződtek a betegséggel. Noha Ben-Hur bosszúja beteljesedik, lelke mélyén szomorú barátja elvesztése miatt. Miután elhozza édesanyját és húgát a leprások közül, régi szerelme, Eszter azt tanácsolja neki, hogy vigye el őket Jézushoz. Elkésnek, Jézust időközben már elítélték. A súlyos fakeresztet a vállán cipelő Jézusnak Ben-Hur vizet próbál adni, viszonozva annak korábbi segítségét, de a római testőrök ezt megakadályozzák. Miután végignézik a keresztre feszítést, Ben-Hur édesanyja és húga csodálatos módon meggyógyulnak, ő pedig megtalálja lelki békéjét.

## Szereplők
| Szerep          | Színész          | Magyar hang        | Magyar hang        |
| Szerep          | Színész          | 1. szinkron (1982) | 2. szinkron (2013) |
| --------------- | ---------------- | ------------------ | ------------------ |
| Júda Ben-Hur    | Charlton Heston  | Kertész Péter      | Maday Gábor        |
| Quintus Arrius  | Jack Hawkins     | Sinkovits Imre     | Pálfai Péter       |
| Eszter          | Haya Harareet    | Káldi Nóra         | Götz Anna          |
| Messala         | Stephen Boyd     | Szersén Gyula      | ?                  |
| Ilderim sejk    | Hugh Griffith    | Inke László        | Mihályi Győző      |
| Miriam          | Martha Scott     | Zolnay Zsuzsa      | Orosz Helga        |
| Tirzah          | Cathy O’Donnell  | Málnai Zsuzsa      | Csondor Kata       |
| Szimonidész     | Sam Jaffe        | Gera Zoltán        | Kertész Péter      |
| Boldizsár       | Finlay Currie    | Képessy József     | Németh Gábor       |
| Narrátor        | Finlay Currie    | Fülöp Zsigmond     | ?                  |
| Poncius Pilátus | Frank Thring     | Szilágyi Tibor     | Harmath Imre       |
| Drusus          | Terence Longdon  | Ujréti László      | ?                  |
| Tiberius Caesar | George Relph     | Tyll Attila        | Ujréti László      |
| Sextus          | André Morell     | Csurka László      | Uri István         |
| Mária           | José Greci       | ?                  | ?                  |
| Hortátor        | Howard Lang      | Láng József        | ?                  |
| Orvos           | John Le Mesurier | Szatmári István    | ?                  |

## Az előzmények

### Az író és a regény
Lew Wallace (1827–1905) polgárháborús hős civilben ügyvéd volt. Egy időben Új-Mexikó kormányzójaként és Indiana állam szenátoraként is ténykedett. 1876-ban elhatározta, hogy ír egy regényt, melynek egyik motívuma a három napkeleti bölcs látogatása lesz a kisded Jézusnál. A történetet aztán fokozatosan bővítette, s egy kitalált szereplő, Júda Ben-Hur alakja köré építette. Wallace nem volt különösebben vallásos, bár nem számított ateistának se. Egy vasúti utazás alkalmával azonban találkozott Robert Ingersoll-lal, a híres-hírhedt istentagadóval. Beszélgetésük hatására Wallace úgy döntött, készülő könyvében ő Jézus pártján fog állni. (Végül ő maga is hívő lett, akárcsak regényének főszereplője.) Kiterjedt történeti kutatásokat folytatott az ókori hatalmi viszonyokról, hogy műve minél hitelesebb legyen. Arra az elhatározásra jutott, hogy Ben-Hur és római barátja, Messala konfliktusával fogja szimbolizálni a korabeli politikai feszültségeket. Öt éven át írta a könyvet, amely végül 1880-ban jelent meg. Eleinte nem volt különösebben sikeres, de körülbelül két év leforgása alatt népszerűvé vált.

### A színpadi változat
1882-ben Wallace számos ajánlatot kapott arra, hogy könyvéből színpadi változatot készítsenek. Az író azonban félt attól, hogy a vallásos témát nem megfelelő módon kezelik majd az átdolgozás során. Végül két színházi producer, Mark Klaw és Abraham Erlanger meggyőzték. Az ő elképzelésük az volt, hogy Jézust nem színész játssza, hanem vakító fénysugár jelképezi. Wallace beleegyezése után Klaw és Erlanger a kocsihajtóverseny és a tengeri csata megrendezésének gondjaival került szembe. A versenyt úgy oldották meg, hogy a színpadra taposómalmokat helyeztek, melyek előtt élő lovakat hajtottak, mögöttük pedig végtelenített vászon háttér futott. Ahogy nőtt a show népszerűsége, egyre több lovat használtak az előadásokon. A két producer 75 ezer dollárt fordított az előadásra, a befektetés pedig megtérült: a show 20 év alatt 20 millió dollárt jövedelmezett, és 20 millió nézője volt. A hatás kedvéért kórust is felléptettek. A tengert egy hatalmas vászon jelképezte, amit a kulisszák mögül mozgattak, hogy hullámzás hatását keltsék.
A vallási vezetők is sokat tettek a show népszerűsítéséért, a híveket az előadás megtekintésére biztatták. Persze azért olykor becsúszott néhány baki a műsorba: egy bostoni előadáson például meghibásodtak a taposómalmok, és azon a show-n a kocsiversenyt Messala nyerte. A szövegen viszont nem változtattak: úgy folyt le az előadás, mintha Ben-Hur győzött volna. Egyes vidéki vásárokon a műsor hatására igazi szekérversenyeket is rendeztek. Az előadássorozatnak egyetlen állandó szereplője volt 20 éven át: egy Monk nevű arab mén, Wallace egykori lova.

### Az első filmváltozatok
1907-ben készült el a regény első, mindössze 15 perces filmváltozata. Az alkotók nem sokat költöttek a kocsiversenyre: egyszerűen elmentek a New York-i Manhattan Beachre, ahol a tűzoltók egy nyilvános program keretében lovas szekereikkel éppen versenyt rendeztek, és azt filmezték le. Nem csináltak gondot a szerzői jogokból sem: nem kértek engedélyt a két évvel korábban elhunyt Wallace örököseitől, akik emiatt pert indítottak. A bíróság a javukra döntött, a gyártó Kalem Company pedig kénytelen volt 25 ezer dollárt fizetni az örökösöknek.
Az 1925-ös változat szerzői jogai rendezettek voltak: az örökösök némileg vonakodva ugyan, de eladták a filmjogokat. J. J. Cohn Olaszországba utazott a forgatás előkészítésére. Az elhúzódó előmunkálatok közben a filmet gyártó Goldwyn Pictures egyesült a Metro Picturesszel és a Louis B. Mayer Productionnel Metro-Goldwyn-Mayer (MGM) néven. Az új vezetés lecserélte a rendezőt Fred Niblóra, a főszereplő George Walsht pedig Ramon Novarróra. Csupán két szereplő maradt meg az eredeti szereposztásból: Francis X. Bushman (Messala) és Carmel Myers (Messala szeretője). A stáb a kor legmodernebb technikáját használta, sőt egyes jelenetekben még a kép színezésével is megpróbálkoztak. A tengeri csatát valóban tengeren vették fel, ám a felvételhez szükséges tűz elterjedt az egyik hajón, ahonnan számos statiszta inkább a tengerbe ugrott a tűz elől. Állítólag többen vízbe is fulladtak. Még Novarro is kisebb égési sérüléseket szenvedett. A balesetek miatt Louis B. Mayer és Irving Thalberg visszarendelték a stábot az Amerikai Egyesült Államokba, és ott fejezték be a filmet. Az összköltség 4 millió dollár volt, miközben egy akkoriban drágának számító film legfeljebb egymillióba került. A kocsihajtóverseny forgatásához több ezer statisztát szerződtettek, de bábukat is használtak. 42 kamerával vették fel ezt az egyetlen jelenetet, amire addig nem volt példa. Az igazi izgalmak érdekében a filmesek ötezer dollárt ígértek annak a fogathajtónak, aki elsőként ér a célba. Ennek eredményeként valódi ütközésre is sor került a versenyen, amelynek jelenetét bevágták a filmbe. A jelenet 60 segédrendezőjének egyike William Wyler volt.

## Az 1959-es változat

### A producer és a rendező

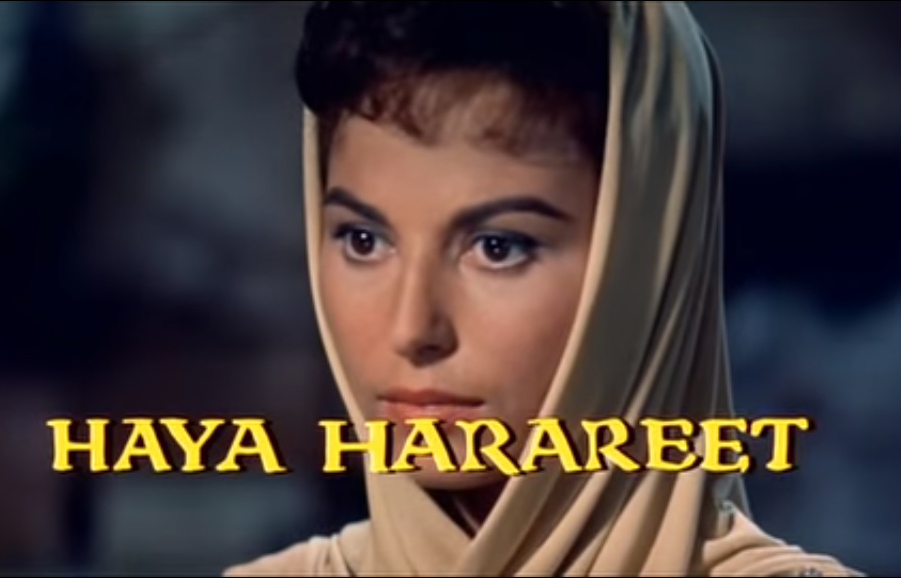
Eszter szerepében Hajá Harárít

Az 1950-es években a televízió térhódítása miatt a filmipar válságba került, az MGM a csőd szélén állt. A gyártó cégek nagyszabású, látványos filmekkel igyekeztek a nézőközönséget visszacsábítani a mozikba. Az MGM ismét a Ben-Hurhoz nyúlt: az 1925-ös változat egykori vágója, Sam Zimbalist volt az új verzió producere. Rávette barátját, William Wylert, hogy vállalja el a készülő produkció rendezői feladatait. Wyler szerette a változatos témákat, szakmailag is elismert alkotásaiban a drámai hatásokra koncentrált, ám elég lassan dolgozott. A Ben-Hur esetében azonban ezek egyike sem számított hátránynak. Zimbalist egymillió dollárt ígért Wylernek, ha vállalja a megbízást: ekkora összeget addig egyetlen rendező se kapott. Wyler állítólag így viccelődött: „Úgyis csak egy zsidó tud igazán jó filmet csinálni Jézusról.” Sam Zimbalist a hosszan tartó forgatást kísérő stressz miatt szívinfarktusban elhunyt a film befejezése előtt.

### A díszletek és a jelmezek
A forgatás helyszíne ismét Olaszország volt, a római Cinecittà stúdiója. Több ezer szereplőt szerződtettek, s több mint 300 díszletet használtak: volt olyan, amelyiknek a megépítése egy évig tartott. Ben-Hur háza gipszkartonból épült, de befestették, hogy kőnek tűnjön. A stadiont valóban kőből építették, mivel a harci szekerek súlya egyenként mintegy 30 mázsa volt, ezt a súlyt egy váratlan baleset alkalmával csak az igazi kőfal tudja megállítani. Jeruzsálem városát kb. tíz háztömbnyi területen építették fel, beleértve a hatalmas Joppa-kaput. A díszletek megépítéséhez 1100 köbméter fát, több mint 45 ezer mázsa gipszkartont és 400 kilométernyi fémcsövet használtak fel. A Földközi-tenger partjáról 40 ezer tonna fehér homokot szállítottak a forgatás helyszínére. Minden díszlet tervezését és építését komoly történeti kutatómunka előzte meg. A forgatás befejezése után az MGM mindent lebontatott, mert vezetőik attól tartottak, hogy az általuk hátrahagyott látványos díszleteket az olasz producerek felhasználják ugyancsak ókori témájú, olcsó filmjeikhez. Abban az időben Olaszországban több száz kommersz, ún. pemplum film készült, de a műfaj rögvest haldokolni kezdett a Ben-Hur forgatásának végeztével, és helyét néhány évvel később a spagettiwestern vette át.
A díszletekhez hasonló műgonddal készültek a jelmezek is. Elkészítésükhöz több mint ezer varrónőt, fegyverkészítőt és bőrdíszművest alkalmaztak. Ben-Hur életének fordulatait a jelmezek is tükrözték. Haya Harareet esetében például úgy tervezték a jelmezeket, hogy azok Eszter jelleméhez illően visszafogottak, ám a film hatása szempontjából mégis szexepilesek legyenek: e kettős cél érdekében nem a kebleket, hanem a színésznő derekát hangsúlyozták.

### A forgatókönyv

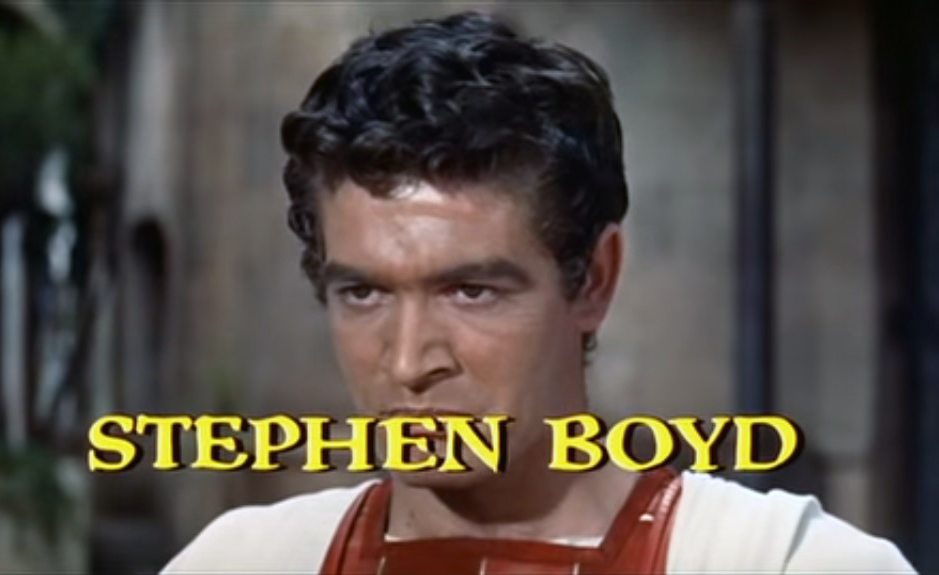
Stephen Boyd mint Messala

A forgatókönyv első változatát William Wyler borzalmasnak találta. Már kezdődhetett volna a forgatás, de még mindig nem volt megfelelő forgatókönyv. Az MGM illetékesei végül Karl Tunberg változatát fogadták el. Ennek alapján indult meg a forgatás, Wyler azonban ezzel a szöveggel sem volt teljesen elégedett. Zimbalist ekkor Gore Vidalt kérte fel a szkript átdolgozására. Vidal nem lelkesedett a munkáért, de szerződésben állt az MGM-mel, így nem nagyon volt más választása. Zimbalist megígérte neki, hogy közreműködéséért cserébe elengedik a szerződéséből hátralévő két évet. Vidal mintegy tízféle változatot írt Ben-Hur és Messala első találkozásáról. Az volt a véleménye, hogy a jelenetnek akkor lesz igazi drámai feszültsége, ha érzelmi töltete is van. Elképzelése szerint a két főszereplőt valaha bensőséges kapcsolat fűzte egymáshoz, túl a barátságon. Wylernek nem tetszett ez az ötlet, de Vidal meggyőzte, mondván, hogy érzelmi szál nélkül nincs igazi konfliktus. A rendező végül beleegyezett, ám ragaszkodott ahhoz, hogy ez a motívum ne legyen túlságosan egyértelmű. A jelenetet úgy vették fel, hogy a Messalát játszó Stephen Boyd tudott erről az elképzelésről, a főhőst megformáló Charlton Heston viszont nem. Wyler később tagadta, hogy a homoszexualitás motívuma egyáltalán felmerült volna. Vidalnak mennie kellett, Christopher Fry jött helyette. Az ő feladata volt a párbeszédeket úgy archaizálni, hogy azok ne legyenek nevetségesek. Wyler azt akarta, hogy Fry neve kerüljön a film főcímére, a férfi azonban nem kívánta Vidal érdemeit is a magáéinak tulajdonítani. Az Amerikai Forgatókönyvírók Egyesülete viszont úgy ítélte meg, hogy a forgatókönyv kizárólag Tunberg munkája, csak az ő nevét kell a stáblistán feltüntetni. Wylert felháborította ez a döntés, és határozottan tiltakozott Tunberg Oscar-jelölése ellen. Végül a 12 jelölésből a Ben-Hur csupán a forgatókönyvért járó szobrocskát nem kapta meg. Egyébként a szkriptből összesen 40 különböző változat készült.

### A színészek
Ben-Hur szerepére az MGM Paul Newmant szerette volna megnyerni. A sztár azonban nem akart „szandálos” filmben játszani: 1955-ben ugyanis csúnyán megbukott Az ezüstkehely című ókori témájú szuperprodukcióval. Ráadásul úgy vélte, lábai sem alkalmasak arra, hogy tunikában mutogassa őket. Szóba került Marlon Brando, Kirk Douglas, Burt Lancaster és Rock Hudson is. Végül Hollywoodban akkor még szokatlan módon nyilvános meghallgatást rendeztek a szerepre, amire bárki jelentkezhetett. Cesare Danova tűnt a legesélyesebbnek, vele jelmezes próbafelvételeket is készítettek, melyekben Messala szerepét Leslie Nielsen játszotta. Nem tudni mikor, de Wyler hirtelen rádöbbent arra, hogy Charlton Heston lenne az igazi Ben-Hur: a színésszel már dolgozott együtt az Idegen a cowboyok között (1958) című filmjében. Messala szerepét az ír származású Stephen Boyd kapta. A kék szemű színésznek barna kontaktlencsét kellett viselnie. Észrevették ugyanis, hogy a fontosabb szerepekre akaratlanul csupa kék szemű színészt szerződtettek, és Wyler úgy döntött, Messala legyen inkább barna szemű.
Ben-Hur anyjának szerepét Heston javaslatára Martha Scott kapta: a színésznő a Tízparancsolat (1956) című szuperprodukcióban szintén Heston anyját játszotta, színpadon pedig kétszer is alakította a feleségét. A Tirzah-t megformáló Cathy O’Donnell Wyler sógornője volt: a Ben-Hur az utolsó filmje, 45 éves korában, agyvérzésben elhunyt. A filmben parányi szerepet játszott néhány olyan színész is, akik később ismert művészekké váltak: Ferdy Mayne, Giuliano Gemma, Marina Berti és Lando Buzzanca. A produkcióban az olasz arisztokrácia is részt akart venni: a római mulatság jelenetében például feltűnik Nona Medici hercegnő és Marilliano gróf is. A hollywoodi sztárok közül szintén sokan szerét ejtették, hogy ellátogassanak a római forgatásra: Bette Davis vagy Kirk Douglas megjelenésének kellő sajtóvisszhangja volt.

### A tengeri csata
Az MGM minden szempontból hiteles hajókat akart a csatajelenethez. A szerződtetett szakember tervei láttán Mauro Zambuto díszlettervezőnek kételyei támadtak a tervezett hajó stabilitását illetően, de végül megépítették azt. A vízre bocsátott hajó eleinte hajózásra alkalmasnak tűnt, de egy másik hajó keltette hullám felborította. Carfagno mesterséges tavat építtetett a Cinecittàban a jelenet felvételéhez. A medence vizének színe azonban sötét és barnás árnyalatú volt: kémikust kellett szerződtetni, hogy a vizet azúrkékké változtassa. A szakember által a vízbe szórt por réteget képezett a felszínen, és komoly károkat okozott a hajó külsején is. Végül egy speciális festék oldotta meg a vízszín kérdését. A felvételhez két gályát konstruáltak, melyek a medence aljára fektetett síneken mozogtak. A hajók mozgatásához mintegy 300-300 ember kellett. A jelenet felvétele során az egyik statiszta olyan sokáig tartózkodott a vízben, hogy teljesen megkékült a bőre. Az MGM kénytelen volt addig alkalmazásban tartani, amíg a kék szín lekopott róla.

### A szekérverseny

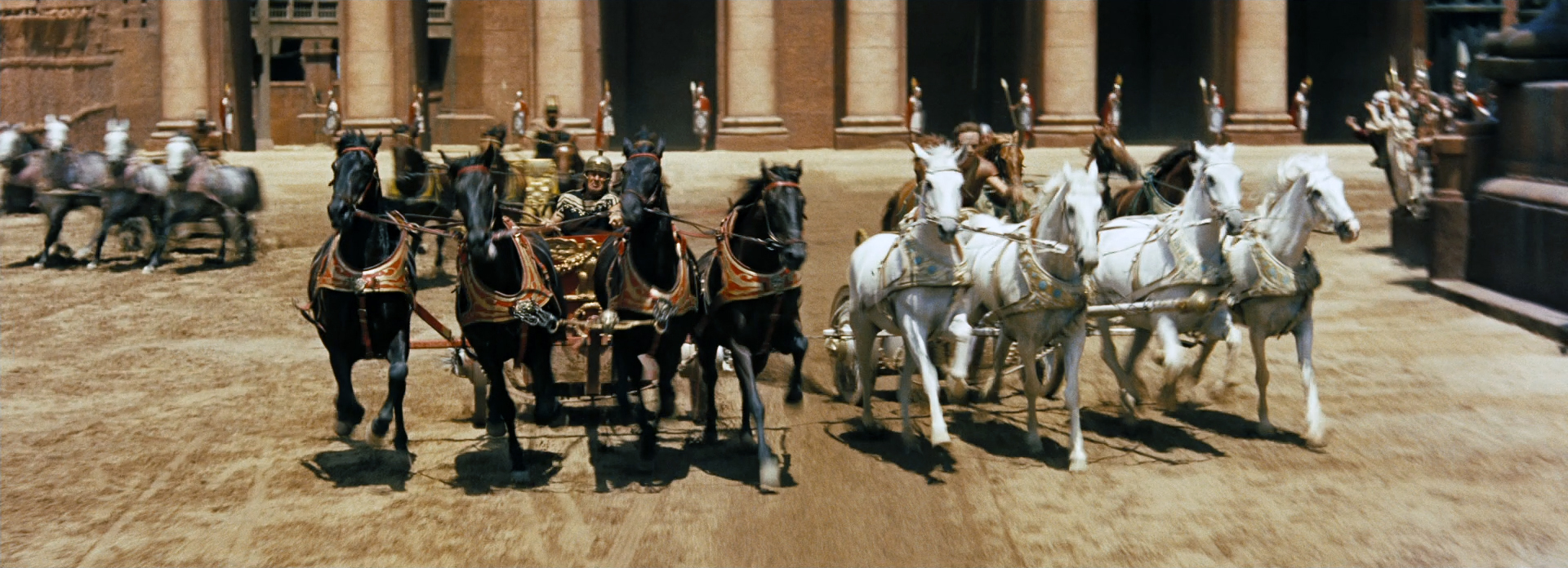
Zajlik a kocsiverseny

A kocsiverseny előkészítése egy évig tartott. Hollywood legjobb kaszkadőreit szerződtették, és 78 lovat készítettek fel a forgatásra. A fehér lovakat a híres lipicai ménesből szerezték be. Mind Heston, mind Boyd megtanulta a kocsihajtást, ami lehetővé tette, hogy a kamera közeli felvételeket is készítsen róluk ebben a jelenetben. Ennek ellenére a veszélyesebb pillanatokban mindkettőjüket kaszkadőrök helyettesítették. Heston dublőrje Joe Canutt volt, a jelenetért felelős kaszkadőrcsapat vezetője, Yakima Canutt fia. Joe megsérült az állán abban a jelenetben, amelyben Ben-Hur szekere egy akadályon ugrat keresztül: a kaszkadőr teljesen átfordult a korláton. Szerencsére megúszta komolyabb sérülés nélkül, a képsort pedig felhasználták a végső változatban. A jelenet folyamatosságát úgy biztosították, hogy az átfordulás után Heston látható közelről, amint visszamászik a korlát mögé. Yakima Canutt bábukkal oldotta meg a verseny során bekövetkező két halálesetet: az egyik egy őrszem, akit a történet szerint magával ránt a pálya széléről egy kisodródó szekér. A másik egy hajtó, aki a porba zuhan a szekeréről, a mögötte vágtató másik szekér pedig eltiporja. A jelenetet olyan ügyesen vágták össze, hogy nem lehet észrevenni, az élő szereplőt mikor váltja fel a bábu. Éppen ezért elterjedt az a valótlan pletyka, hogy a mutatványt végrehajtó kaszkadőr meghalt a felvétel során. A kocsiverseny forgatása öt hétig tartott: 18 szekérrel dolgoztak, 15 ezer statisztát foglalkoztattak. A felvételt az ún. második stáb készítette a magyar származású Andrew Marton irányításával. E stáb tagja volt két olasz rendező, Mario Soldati és a később spagettiwesternjeivel világhírűvé vált Sergio Leone. Leone évek múlva arról beszélt egy interjúkötetben, hogy valójában ő filmezte a kocsiverseny felvételét. A kocsiverseny forgatása közben tönkrement az akkor még ritkának (és főleg drágának) számító 65 mm-es kamerák egyike, amikor Messala szekere az egyik kanyarban túl közel került hozzá.
Magának az arénának a megtervezése is gondokat okozott, mivel a megkérdezett szakértők egymásnak ellentmondó javaslatokat adtak. Az MGM illetékesei végül az 1925-ös filmváltozat alapján terveztették meg a stadiont. A középen látható, hatalmas szoborral díszített „sziget” a költségvetés szempontjából olcsóbb megoldás volt, mint újabb statiszták ezreit fizetni. Egy igazi római arénában viszont ilyesmi nem lehetett volna, mert akadályozta volna a nézőket abban, hogy a verseny minden részletét nyomon követhessék.

### Egyéb technikai érdekességek
A hatalmas római légió látványos bevonulását körülbelül 40 emberrel oldották meg. Különböző helyzetekben filmezték le őket, majd a felvételeket különböző méretűre kicsinyítették, és úgy helyezték el őket t a filmszalagon. Lényegében ezt a trükköt használták egyes épületek esetében is, hogy még nagyobbnak tűnjenek, illetve azért, hogy kitakarják a képmezőből a modern Rómának a háttérben megjelenő látványát.

### A vallási motívumok
Noha a produkciónak hivatalos tanácsadója volt a Vatikánból, sőt protestáns és zsidó oldalról is, Ben-Hur áttérése a keresztény hitre nem olyan egyértelmű a remake-ben, mint a könyvben, a színpadi változatban, illetve az 1925-ös filmben. Wyler egyébként a filmben sohasem mutatta Krisztus arcát, és nem hallani a hangját se: a többi szereplő reakciói érzékeltetik, hogy valami magasztossal, valami rendkívülivel kerültek kapcsolatba. Ezt a megoldást Wyler nagyszerű ötleteként értékelik kezdettől fogva, noha az 1925-ös változat is lényegében hasonló módon ábrázolta Jézus személyét.

### A zene
Rózsa Miklós zenéje szakított az addigi hagyományokkal, melyek lényege az volt, hogy a filmzene tulajdonképpen kihangsúlyozza az egyes jelenetek érzelmi töltését. Rózsa ezzel szemben olyan zeneművet alkotott, amelynek nem az volt az elsődleges célja, hogy didaktikusan, a zene eszközeivel is kiemelje a mondanivalót. Éppen ezért például az érzelmesebb jeleneteknél szinte alig van kísérőzene: Rózsa úgy vélte, amit ezekben a jelenetekben ki kell fejezni, ahhoz a színészi játék is elegendő. Nincs zene a kocsiverseny alatt sem, hogy a természetes hangok és zajok révén a nézőt minél jobban bevonják az élménybe, és úgy érezze, mintha ő is ott lenne az izgalmas versenyen. Jézus alakjához az orgonaszó kapcsolódik. Abban a jelenetben, amikor a római gályán a rabok különböző hajózási sebesség szerint eveznek a dobszó váltakozó ritmusára, Rózsa zenéjének is alkalmazkodnia kellett ehhez a ritmushoz. Ezenkívül a zenével kellett éreztetnie azt is, hogy a rabszolgák egyre gyorsabban eveznek, holott a valóságban ennek fordítottja történt, hiszen az őket játszó színészek a fáradtságtól valójában lelassultak. A teljes filmzene elkészítése nyolc hetet vett igénybe.

### Bakik
A legnagyobb igyekezet ellenére maradtak a filmben bakik, melyeket a megszállott bakivadászok jobb ügyhöz méltó buzgalommal gyűjtöttek össze. Íme néhány ezek közül:
- A fogatverseny egyik harsonása karórát visel. Erről a bakiról egyébként megoszlanak a vélemények: egyesek szerint csupán árnyék vetül a csuklójára.
- A verseny megkezdése előtt közelről mutatják Messala kocsiján a kerékagyra erősített „segédeszközt”. Itt jól látni a lemezek között az ívhegesztés varratát.

Egy szekérrel több van

- A leghíresebb baki a kocsihajtóversenyhez fűződik. Kilenc harci szekér indul, és kilenc versenyez tovább akkor is, amikor az egyik a cselekmény szerint már kiesett. A harmadik kieső után a versenyben 7 szekér látható 6 helyett. Az ötödik kiesőt követően továbbra is öten maradnak versenyben, noha valójában már csak négynek kéne lennie. Messala a hatodik kieső, Ben-Huron kívül azonban mégis hárman érnek még célba. Úgy tűnik, mindez még a kocsiverseny filmezését magának tulajdonító Sergio Leone figyelmét is elkerülte.
- Az aréna homokjában avatott szemek a kamerakocsi jellegzetes nyomait fedezték fel.
- Amikor Ben-Hur meglátogatja a haldokló Messalát, a kocsiverseny győzteseként kapott koszorúját leteszi egy asztalra. Amikor távozik, az asztal már nincs ott.
- Végül egy kifejezetten magyar baki: a film 4 lemezes DVD változatának felirataiban a Judah (magyar átírásban: Júda) nevet következetesen Júdásnak fordították. Ez formailag nem helytelen, de a korábban használt, megszokott magyar átírás felcserélése egy más névre, amelyről ráadásul a nézők és olvasók nagy többsége egy másik személyre (az azonos nevű, Jézust eláruló apostolra) asszociál, egyes kritikusok szerint zavaró hiba lehet.

## Magyar kritikai visszhang
„Nincs régibb a tegnapi filmdivatnál – dünnyöghetjük a négyórás szuperfilm nézésekor, miközben hol kacagunk, hol feszengünk a mesterkélt színészi játék, a kiglancolt színek, a természetellenes világítás, a festett díszletek, a színpadias beállítások láttán. Rózsa Miklós Oscar-díjas filmzenéje émelyítően édeskés; ismert fordulataival újólag, még egyszer a szánkba rágja mindazt, amit a szöveg és a kép már úgyis túlmagyaráz. […] Mégis a grandiózus Ben-Hur ma sem csak kuncogást és feszengést, hanem őszinte ámulatot is kelt. Visszaidézi azt a mindörökre letűnt kort, amikor a film még Mozi volt; azaz: sziporkázó álom, mese, emberfeletti hősökkel, hősnőkkel és antihősökkel. Ez a nagybetűs Mozi, amelyet Mándytól Felliniig oly sokan idéznek fel fájó nosztalgiával, napjainkra bonyolult műalkotásoknak és rafinált kommerszfilmeknek adta át a helyét.”

(Báron György: Hollywood és Marienbad.Gondolat Kiadó, Budapest, 1986, 53–55. o.)

## Fontosabb díjak és jelölések
Oscar-díj (1960)

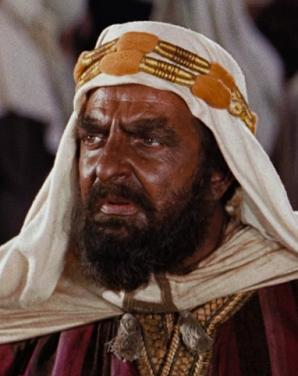
Ilderim sejk szerepében Hugh Griffith

- díj – Sam Zimbalist (legjobb film)
- díj – William Wyler (legjobb rendező)
- díj – Charlton Heston (legjobb férfi főszereplő)
- díj – Hugh Griffith (legjobb férfi epizodista)
- díj – Robert Surtees (legjobb operatőr)
- díj – Rózsa Miklós (legjobb filmzene)
- díj – Edward C. Carfagno, William A. Horning, Hugh Hunt (legjobb díszlet)
- díj – Elizabeth Haffenden (legjobb jelmez)
- díj – A. Arnold Gillespie, Robert MacDonald, Milo B. Lory (legjobb effektek)
- díj – Ralph E. Winters, John D. Dunning (legjobb vágás)
- díj – Franklin Milton (legjobb hang)
- jelölés – Karl Tunberg (legjobb forgatókönyv)

Golden Globe-díj (1960)
- díj – legjobb film (dráma kategóriában)
- díj – William Wyler (legjobb rendező)
- díj – Stephen Boyd (legjobb férfi epizodista)
- különdíj – Andrew Marton (a szekérverseny rendezéséért)
- jelölés – Charlton Heston (legjobb férfi főszereplő)

BAFTA-díj (1960)
- díj – William Wyler (legjobb külföldi film)

David di Donatello-díj (1961)
- díj – legjobb külföldi film

Grammy-díj (1961)
- jelölés – Rózsa Miklós (legjobb filmzene)

New York-i Filmkritikusok díja (1959)
- díj – legjobb film